# Bogdásai Nemes János
Bogdásai Nemes János (Szentkút, 1893 - Hosszúhetény, 1984) tanító, iskolaigazgató, néprajzgyűjtő, a gyöngyösbokréta mozgalom kiemelkedő szervezője volt.

## Pályája
Apja erdész volt, és Nemes János hároméves korától a baranyai Hosszúhetényben élt. 
Pécsett, a Püspöki Tanítóképző Intézetben szerzett diplomát (1912-ben, hiszen 1982-ben a hetven éves évforduló alkalmából kapott rubin oklevelet). Ezután mindjárt Hosszúhetényben kezdett el tanítani, és az itteni iskola volt az első és utolsó munkahelye, ahol négy nemzedéket tanított. A hosszúhetényi iskola igazgatója 1931 és 1956 között volt.
A Berze Nagy János meghirdette baranyai néprajzi gyűjtőmozgalomba az 1930-as években kapcsolódott be. Rengeteg adatott gyűjtött a hosszúhetényi folklórról és a tárgyi kultúráról. Gyűjtése egy része a Néprajzi Múzeum Etnológiai Adattáréban lelhető fel. Ő gyűjtötte többek közt azokat a népdalokat is, amelyeket az 1991-ben megjelent hosszúhetényi gyűjteményben tartalmaz. Több ezer magyar népdalt rögzített kottapapírra, munkáját őrzi a Magyar Népzene Tára, pécsi, budapesti múzeumok, és Londonban a British Museum is. A ma is működő Hosszúhetény népi együttest 1930-ban hozta létre. Ez 1931-ben ott szerepelt a 12 gyöngyösbokréta együttes között a mozgalom országos bemutatóján.
1958 májusában mutatta be a község ötven tagú színjátszó együttese az 'Egyszer házasodtam' című zenei betétekkel és mesékkel átszőtt darabot, amelyet Nemes János gyűjtéséből Muharay Elemér írt.

### Gyűjtései
1940 - Baranyai magyar néphagyományok I—III.  (szerk. BERZE NAGY JÁNOS) 
1991 - Nagyhetény de be van kerítve. 70 hosszúhetényi népdal. Szerkesztette Várnai Ferenc, gyűjtötte Dallos Nándor, Nemes János, Várnai Ferenc.

## Emlékezete
Róla kapta nevét a hosszúhetényi általános művelődési központ. A faluban utcát is elneveztek róla.